# Andy Vernon
Andy Vernon (Reino Unido, 7 de enero de 1986) es un atleta británico, especialista en la prueba de 5000 m en la que llegó a ser medallista de bronce europeo en 2014.

## Carrera deportiva
En el Campeonato Europeo de Atletismo de 2014 ganó la medalla de bronce en los 5000 metros, con un tiempo de 14:09.48 segundos, llegando a meta tras su compatriota británico Mo Farah y el azerbaiyano Hayle Ibrahimov (plata).